# Волоколамский тоннель
Волокола́мский тонне́ль — автомобильный тоннель в Москве, составная часть развязки на Соколе. Длина тоннеля составляет 1 730 метров. Начинается тоннель на Волоколамском шоссе в районе улицы Панфилова, далее идёт вдоль Ленинградского проспекта и выходит на поверхность в районе улицы Лизы Чайкиной. Максимальная глубина залегания тоннеля составляет 20 метров. Сверху тоннель имеет просветы, что обеспечивает естественную вентиляцию и освещение.
Тоннель был построен в рамках проекта «Большая Ленинградка» в 2007-2009 годах. Движение в сторону центра открыто 5 августа 2009 года , в сторону области с 19 декабря 2009 года. Волоколамский тоннель призван разгрузить движение на Ленинградском проспекте в районе пересечения с Ленинградским шоссе и улицами Алабяна и Балтийской.

## Инциденты
В январе и феврале 2014 года тоннель неоднократно закрывали для движения. Из-за протечек в нём образовывалась наледь. Предположительно, причиной протечек является нарушение гидроизоляции из-за ошибок при строительстве.
1-11 января 2016 года тоннель был закрыт для движения из-за прорыва магистрального водопровода.
С 6 января до 30 сентября 2019 года тоннель полностью закрывался на ремонт в ночное время (с 01:30 до 05:30), в остальное время перекрывался частично.